# 2708 Burns
2708 Burns је астероид главног астероидног појаса чија средња удаљеност од Сунца износи 3,085 астрономских јединица (АЈ).
Апсолутна магнитуда астероида је 11,8.